# المال (هذا ما أريده)
المال (هذا ما أريده) (بالإنجليزية: Money (That's What I Want))‏ أغنية إيقاع وبلوز كتبها بيري غوردي (مؤسس شركة تسجيلات تاملا والتي تغير اسمها إلى موتاون) وجاني برادفورد. كانت الأغنية أول تسجيل ناجح لشركة موتاون. سجلها باريت سترونج في عام 1959، سجل العديد من الفنانين لاحقًا اللحن، بما في ذلك فرقة البيتلز في عام 1963 وفلاينج ليزاردز في عام 1979.

## التأليف والتسجيل
تطورت الأغنية من جلسة تسجيل عفوية في استديو هيتسفيل أ في ديترويت. بدأ جوردي وسترونج بالارتجال على البيانو والغناء وانضم إليهما بيني بنيامين على الطبول وبريان هولاند على الدف. يبدأ باريت بلازمة بيانو بأسلوب موسيقى البلوز، مع دخول بقية الآلات تدريجياً. يمثل الشكل عنصرًا أساسيًا في الأغنية ويتكرر على طول الأغنية بواسطة البيانو والجيتار الباس والجيتار، مع غناء في الخلفية بأصوات العازفين.
الإصدار
كانت الأغنية أول نجاحات موتاون في يونيو 1960، مما جعلها تحتل المرتبة الثانية على قائمة الإيقاع والبلوز R&B للبيلبورد، والمرتبة 23 على قائمة الهوت بيلبورد. أدرجت الأغنية برقم 288 في «أعظم 500 أغنية في كل العصور» لمجلة رولينج ستون.

## نسخة البيتلز
سجل فريق البيتلز أغنية «المال» في سبع تسجيلات تجريبية في 18 يوليو 1963، بتشكيل الفريق المعتاد، ثم أضاف منتج الفريق جورج مارتن سلسلة من عزف البيانو لاحقًا. صدرت الأغنية في نوفمبر 1963 في ألبومهم الثاني «مع فريق البيتلز With the Beatles» في المملكة المتحدة.
قال عضو الفريق جورج هاريسون، انهم اكتشفوا نسخة سترونج في متجر تسجيلات نيمز المملوك لمدير الفريق «براين إبشتاين» في يناير 1962، ولم تكن هذه النسخة ناجحة في المملكة المتحدة منذ عام 1960، وقام الفريق بعزفها أثناء تدريباتهم. قام الفريق بعزف «المال» أثناء أختبار شركة تسجيلات ديكا لهم، بمصاحبة بيت بست الذي حل مكانه رينجو على الطبول، كما قاموا بتسجيلها ست مرات لراديو بي بي سي، وسجلوا نسخة حية من حفل موسيقي في ستوكهولم، السويد، في أكتوبر 1963، وتم تضمينها في البوم المختارات Antholog 1. صنفت المجلة العالمية تايم اوت «لندن Time Out London» عام 2018، أغنية «المال» للبيتلز، في المرتبة 24 في قائمتهم لأفضل أغاني البيتلز.
طاقم العزف والتسجيل
- جون لينون: غناء وجيتار إيقاع

- بول مكارتني: غناء مساند وجيتار باس

- جورج هاريسون: غناء مساند وجيتار رئيسي

- رينغو ستار: طبول

- جورج مارتن: بيانو[10]

## نسخ أخرى للأغنية
سجل الفريق البريطاني الفلاينج ليزاردز في يوليو 1979، نسخته بطريقة أغاني الموجة الجديدة، وحققت نجاحًا غير متوقعًا وصعدت إلى المركز الخامس على قوائم أفضل الأغاني في المملكة المتحدة، والمركز 50 على قائمة الهوت بيلبورد في الولايات المتحدة.
قدم فريق «الكينجزمان the Kingsmen» نسخته في عام 1964، وصعدت إلى المركز 16 على قائمة الهوت بيلبورد، والمركز 6 على قائمة الإيقاع والبلوز للبيلبورد US R&B charts.
قدمت المغنية الأمريكية جينيل هوكنز Jennell Hawkins نسختها عام 1962 لتصعد إلى المركز 17 على قائمة الإيقاع والبلوز للبيلبورد.
صعد فريق «جونيور واكر اند أول ستارز Jr. Walker & the All Stars» إلى المركز 52 على قائمة الهوت بيلبورد، والمركز 35 على قائمة الإيقاع والبلوز للبيلبورد، عام 1966.
صعد فريق بيرن اليوت أند ذي فنمن Bern Elliott and the Fenmen إلى المركز 14 في المملكة المتحدة بنسخته من «المال» في عام 1963.

## كلمات الأغنية
أفضل الأشياء في الحياة مجانية The best things in life are free
ولكن يمكنك الاحتفاظ بها للطيور والنحل But you can keep them for the birds and bees
الآن أعطني المال (هذا ما أريد) (Now give me money (That's what I want
هذا ما اريده (هذا ما اريده) (That's what I want (That's what I want
حبك يمنحني الاثارة Your lovin' gives me a thrill
لكن حبك لا يسدد فواتيري But your lovin' don't pay my bills
الآن أعطني المال (هذا ما أريد) (Now give me money (That's what I want
هذا ما اريده (هذا ما اريده) (That's what I want (That's what I want
المال لا يمنحك كل الأشياء، هذا صحيح Money don't get everything, it's true
ما لا يمنحني، لا يمكنني استخدامه What it don't get, I can't use
الآن أعطني المال (هذا ما أريد) (Now give me money (That's what I want
هذا ما اريده (هذا ما اريده) (That's what I want (That's what I want
حسنًا، الآن أعطني المال (هذا ما أريده) (Well, now give me money (That's what I want
الكثير من المال (هذا ما أريده) (A lot of money (That's what I want

## وصلات خارجية
https://www.youtube.com/watch?v=CeWjEYhk7Xo المال (هذا ما أريده)
https://www.youtube.com/watch?v=yeVx1C73o8k المال (هذا ما أريده)
https://www.songfacts.com/facts/barrett-strong/money-thats-what-i-want المال (هذا ما أريده)
https://www.songfacts.com/facts/the-beatles/money-thats-what-i-want المال (هذا ما أريده)
https://www.beatlesbible.com/songs/money-thats-what-i-want/ المال (هذا ما أريده)